# Sjöfräken
Sjöfräken (Equisetum fluviatile) är en växtart i familjen fräkenväxter. 

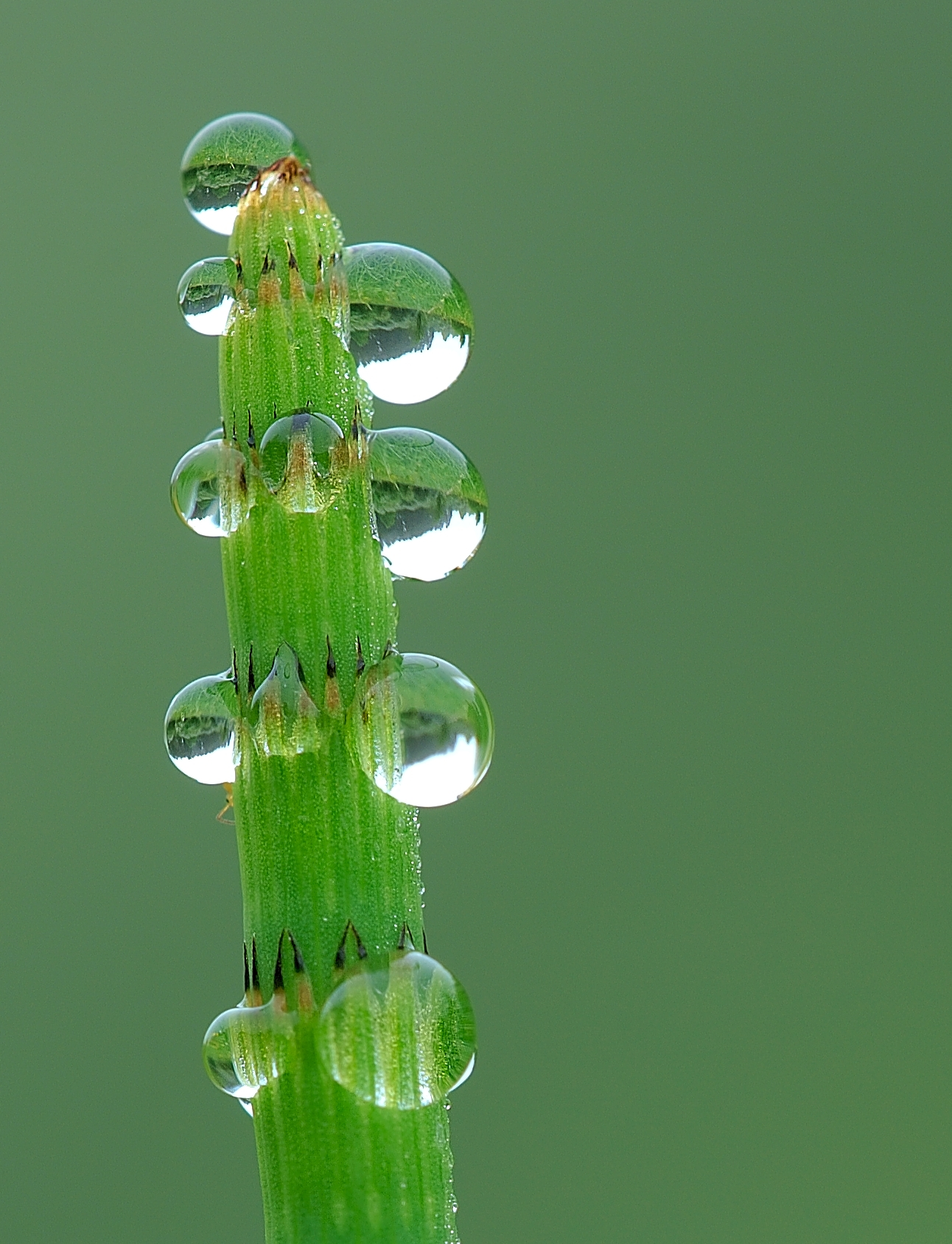
Här har droppar bildats.

Sjöfräken växer längs stranden av vattendrag och samlingar av färskvatten. Den kan också växa i grunt vatten, till exempel i dammar och kärr. Den blir 3–15 decimeter hög och blommar i juni till augusti. Stjälkarna är gröna, 3–9 millimeter tjocka. Strandfräken är en hybrid mellan sjöfräken och åkerfräken. Dynfräken är en ovanlig hybridform mellan sjöfräken och kärrfräken.

## Utbredningskartor
- Norden
- Norra halvklotet

## Etymologi
Fluviatile kan härledas från latin fluvius = flod med syftning på att sjöfräken växer i vatten.

## Bygdemål
| Namn    | Trakt | Referens | Not                                    |
| ------- | ----- | -------- | -------------------------------------- |
|         |       |          |                                        |
| Knägräs |       | [ 2 ]    | Även Danthonia decumbens heter knägräs |